# Festival du cinéma méditerranéen de Montpellier 2018
Le Festival du cinéma méditerranéen de Montpellier 2018, 40e édition du festival, s'est déroulé du 19 au 27 octobre 2018.

## Déroulement et faits marquants
Pour cette édition, le festival met à l'honneur le cinéma libanais, ainsi que les réalisateurs Robert Guédiguian et José Luis Guerín. 
Le jury décerne l'Antigone d'or au film italien Fiore gemello de Laura Luchetti. Le film franco-turc Sibel de Çagla Zencirci et Guillaume Giovanetti reçoit le Prix de la critique et le Prix du public.

## Jury

### Longs métrages
- Robert Guédiguian (président du jury), réalisateur
- Lola Naymark, actrice
- Jacques Boudet, acteur
- Gérard Meylan, acteur
- Grégoire Leprince-Ringuet, acteur
- Robinson Stévenin, acteur

## Sélection

### En compétition
- Fiore gemello de Laura Luchetti  Italie
- Le Jour où j'ai perdu mon ombre de Soudade Kaadan  Syrie  Liban
- Sibel de Çagla Zencirci et Guillaume Giovanetti  France  Turquie
- Teret de Ognjen Glavonic  Serbie  Croatie  France
- Il vizio della speranza de Edoardo De Angelis  Italie
- Petra de Jaime Rosales  Espagne
- Mafak de Bassam Jarbawi  Palestine
- Les Météorites de Romain Laguna  France
- Tel Aviv on Fire de Sameh Zoabi  Israël
- Good Day's Work de Martin Turk  Bosnie-Herzégovine

### Panorama
- Amare Amaro (Amare La Terra Amara) de Julien Paolini  France  Italie
- Le Silence des autres (El silencio de los otros) de Almudena Carracedo et Robert Bahar  États-Unis  Espagne
- Un giorno all'improvviso de Ciro D'Emilio  Italie
- Hawaii de Jesús Del Cerro  Roumanie
- Voyage autour de la chambre d'une mère (Viaje alrededor del cuarto de una madre) de Celia Rico Clavellino  Espagne
- Qui a tué Lady Winsley ? de Hiner Saleem  France  Turquie  Belgique
- Chjami è rispondi de Axel Salvatori-Sinz  France

### Film d'ouverture
- Il miracolo (épisodes 1 et 2) de Niccolò Ammaniti, Francesco Munzi et Lucio Pellegrini  Italie

### Film de clôture
- Troppa grazia de Gianni Zanasi  Italie

### Avant-premières
- Mimi de Laure Pradal  France
- Une intime conviction de Antoine Raimbault  France
- Samouni Road de Stefano Savona  Italie
- Diamantino de Gabriel Abrantes et Daniel Schmidt  Portugal  France  Brésil
- Mauvaises Herbes de Kheiron  France
- Edmond de Alexis Michalik  France
- Carmen et Lola de Arantxa Echevarría  Espagne
- Les Invisibles de Louis-Julien Petit  France
- Tout ce qu'il me reste de la révolution de Judith Davis  France
- En liberté ! de Pierre Salvadori  France
- Mon cher enfant de Mohamed Ben Attia  Tunisie
- Rémi sans famille de Antoine Blossier  France
- C'est ça l'amour de Claire Burger  France  Belgique
- La vida lliure de Marc Recha  Espagne

### Le jeune cinéma libanais
- One of These Days de Nadim Tabet
- Very Big Shot de Mir-Jean Bouchaaya
- Tramontane de Vatche Boulghourjian
- Tombé du ciel de Wissam Charaf

### Hommages
- Robert Guédiguian
- José Luis Guerín

## Palmarès

### Longs métrages
- Antigone d'or : Fiore gemello de Laura Luchetti
- Prix de la critique : Sibel de Çagla Zencirci et Guillaume Giovanetti
- Prix du public : Sibel de Çagla Zencirci et Guillaume Giovanetti